# إكسترا (نظام مدفعية صاروخية)
إكسترا (بالإنجليزية: EXTRA)‏ (اختصارًا لعبارة «المدفعية ذات المدى الممتد») هو نظام صاروخي مدفعي طورته وتصنعه شركة الصناعات العسكرية الإسرائيلية ويستخدمه جيش الدفاع الإسرائيلي وأذربيجان وفيتنام والجيش الكازاخستاني منذ عام 2013. يبلغ مداه الأقصى 150 كم مع رأس حربي أحادي يزن 120 كجم ودقة 10 أمتار. قُدر ثمن الصاروخ الواحد بمبلغ 300 ألف دولار أمريكي في 2016.
يمكن إطلاق صواريخ إكسترا من مركبة لاينكس التابعة لشركة الصناعات العسكرية الإسرائيلية، بالإضافة إلى مجموعة متنوعة من منصات الإطلاق الأخرى المتاحة.
النسخة القابلة للإطلاق من السفن تسمى تريجون TRIGON.
طورت شركة الصناعات العسكرية الإسرائيلية إصدرًا من الصاروخ يطلق من الجو، وسُمي ابتداءً مارس MARS. غُير اسمه إلى رامبدج لاحقًا؛ وكان من المقرر دخوله الإنتاج التسلسلي في عام 2019.